# Liste der Träger des Ordens des Marienland-Kreuzes (III. Klasse)
Die Liste führt eine Auswahl von Trägern der III. Klasse des Ordens des Marienland-Kreuzes auf. Unter anderem haben die folgenden Personen seit seiner Stiftung im Jahr 1995 die Auszeichnung erhalten.

## Ordensträger (Auswahl)
- Paweł Adamowicz
- Aivars Aksenoks
- Ljudmila Michailowna Alexejewa
- Anne Applebaum
- Christopher Beazley
- Antony Beevor
- Gela Beschuaschwili
- Jelena Georgijewna Bonner
- Whitfield Diffie
- Claude Chirac
- Catherine Colonna
- António Costa
- Birgitta Dahl
- Norman Davies
- İhsan Doğramacı
- Mehmet Mehdi Eker
- Tekla Famiglietti
- André Glucksmann
- Heidi Hautala
- Sten Heckscher
- Martin Hellman
- Robert E. Hunter
- Sergei Adamowitsch Kowaljow
- Andrejs Žagars
- Stephen Wall
- Andrzej Wajda
- Jānis Vanags
- Jakob von Uexküll
- Hennadij Udowenko
- Päiviö Tommila
- Oleg Pawlowitsch Tabakow
- Dominique Struye de Swielande
- Timothy Snyder
- Brent Scowcroft
- Reinoldijus Šarkinas
- Edgars Rinkēvičs
- Andrius Kubilius
- Jean-Marc de La Sablière
- Arrigo Levi
- Juri Petrowitsch Ljubimow
- Adam Michnik
- Dmitri Andrejewitsch Muratow
- Svante Pääbo
- Christian Pauls
- Boris Alexandrowitsch Pokrowski
- José María Pons Irazazábal
- Bob Rae
- Māris Riekstiņš